# Премариако
Премариа̀ко (на италиански: Premariacco; на фриулски: Premariâs, Премариас) е малко градче и община в Северна Италия, провинция Удине, автономен регион Фриули-Венеция Джулия. Разположено е на 110 m надморска височина. Населението на общината е 4222 души (към 2010 г.).